# Литвиненко, Леонид Николаевич
Леони́д Никола́евич Литвине́нко (7 мая 1938, Харьков — 27 февраля 2023, Харьков) — советский и украинский учёный-радиофизик и радиоастроном. Директор Радиоастрономического института НАН Украины; профессор Харьковского университета.
Заслуженный деятель науки и техники Украины (1997), лауреат Государственной премии УССР в области науки и техники (1987), академик Национальной академии наук Украины (1992).

## Биография
В 1954 году с золотой медалью за отличную учебу окончил среднюю школу.
В 1959 г. окончил Харьковский государственный университет имени А. М. Горького по специальности радиофизика и электроника.
В 1959—1966 годах работал в Конструкторском бюро «Электроприбор» Харькова. 1965 окончил аспирантуру и защитил кандидатскую диссертацию.
В 1966—1969 годах — преподаватель в Харьковском институте радиоэлектроники.
С 1969 заведующий отделом вычислительной математики Института радиофизики и электроники АН УССР, с 1973 — заместитель директора по научной работе этого же института.
В 1972 защитил докторскую диссертацию, с 1982 — член-корреспондент НАНУ.
В 1980 году по его инициативе и при активной поддержке академика НАН Украины С. Я. Брауде созданы отделения радиоастрономии Института радиофизики и электроники АН УССР.
По его инициативе в 1985 году создан Радиоастрономический институт, многолетним и бессменным директором которого он являлся. Основными направлениями исследований института являются изучение геокосмоса и Солнечной системы, радиоастрономия Вселенной, физические принципы построения радиотелескопов и радиотехнических систем дистанционного зондирования.
Член-корреспондент АН УССР, избран 1.IV 1982 г. Отделение физики и астрономии.
В 1992 году избран академиком НАН Украины.
В 2011—2014 — Председатель наблюдательного совета Харьковского национального университета имени В. Н. Каразина.
Скончался 27 февраля 2023 года.

## Научные интересы
Проводит фундаментальные исследования в области теории дифракции и распространения радиоволн, физики и техники миллиметровых и субмиллиметровых волн, теории антенных систем, разработки генераторов сверхвысоких частот, создания радиотехнических систем, разработки физических принципов конструирования и усовершенствования радиоастрономических инструментов и радиоастрономических исследований в декаметровом и миллиметровом диапазонах радиоволн.
Создал теорию дифракции и распространения электромагнитных волн в сложных и многослойных периодических структурах, предложил метод «последовательных уточнений» для решения операторных уравнений, к которым сводятся задачи радиофизики и электроники.
Разработал концепцию использования оператора отражения сформированы два полуфабрикатов бесконечной структур в теории дифракции волн на многослойных периодических структурах.
Предложил и разработал ряд принципиально новых квазиоптических элементов и систем миллиметрового и субмиллиметрового диапазонов.
Организовал вместе с академиком НАНУ В. М. Левшой первые на Украине радиоастрономические исследования в миллиметровом диапазоне радиоволн.

## Научное наследие
Под его руководством защищено более 20 докторских и кандидатских диссертаций.
Основные направления научных публикаций:
- теория дифракции и распространения волн
- физика и техника сверхвысоких частот, миллиметровых и субмиллиметровых волн
- радиоастрономия миллиметрового диапазона

Автор около 250 научных трудов, из них 6 монографий. Имеет 12 авторских свидетельств на изобретения.

## Научно-организационная деятельность
- Заместитель председателя Украинского комитета Международного Радиосоюза (URSI)
- Старший член международного Института инженеров по электротехнике и электронике (Senior Member IEEE)
- Член Европейского астрономического общества (EAS)
- Член Международного астрономического союза (IAU)
- Член Комитета по Государственным премиям Украины в области науки и техники
- Член бюро Научного совета по космическим исследованиям НАН Украины
- Член бюро Отделения физики и астрономии НАН Украины
- Основатель и главный редактор научного журнала «Радиофизика и радиоастрономия»
- Член редколлегии журналов «Космическая наука и технология» и «Украинский антарктический журнал», межведомственного научно-технического сборника «Радиотехника»
- Член редакционного совета научно-популярного журнала «Universitates».

## Награды
- Золотая медаль за отличную учёбу в средней школе (1954)
- Орден «Знак Почёта» (1986)
- Лауреат Государственной премии УССР в области науки и техники за теоретические исследования и разработку новых радиоэлектронных систем (1987)
- Заслуженный деятель науки и техники Украины (1997)
- Заслуженный профессор Харьковского национального университета имени В. Н. Каразина (2002)
- Решением Международного астрономического союза малой планете Солнечной системы 2000NA25 присвоено имя «18120 Литвиненко<meta />» (англ. 18120 Lytvynenko) (2005).
- Лауреат национальной программы «Человек года — 2006» в номинации «Учёный года» (2006)
- Лауреат 2007 года премии НАН Украины имени С. Я. Брауде за цикл работ «Новые направления радиоастрономических исследований» (в соавторстве)[5].
- Орден «За заслуги» III степени (2008)
- Награда МОН Украины «За научные достижения» (2008)
- Знак «Почётный работник космической отрасли Украины»
- Почётный доктор (doctor honoris causa) Харьковского национального университета имени В. Н. Каразина (2012)
- Почётный гражданин Харьковской области (2013)[6]
- Орден князя Ярослава Мудрого V ст. (18 мая 2016) — за весомый личный вклад в развитие отечественной науки, укрепление научно-технического потенциала Украины, многолетний добросовестный труд и высокий профессионализм[7][2]